# Mesprit
Mesprit is een Pokémon van het type psychic (helderziend). Ze is te vinden bij Lake Verity. Ze vlucht en verschijnt steeds weer opnieuw ergens. Mesprit is een van de drie psychic Legendarische Pokémon, samen met Azelf en Uxie.

## Het wezen der emotie
Mesprit staat bekend als "het wezen der emotie."

## Ruilkaartenspel
Er bestaat twee standaard Mesprit kaarten, en één Mesprit LV.X-kaart. Alle drie hebben ze het type Psychic als element.

### Mesprit LV.X (Legends Awakened 143)
Mesprit (Japans: エムリット Emrit) is een Psychic-type Level Up kaart. Het maakt deel uit van de Legends Awakened expansie. Hij heeft een HP van 90 en kent de aanvallen Healing Look en Supreme Blast.